# Dan Wielsch
Dan Wielsch (* 1970) ist ein deutscher Rechtswissenschaftler.

## Leben
An der Goethe-Universität Frankfurt studierte Wielsch ab 1989 zunächst Philosophie und wechselte 1991 zur Rechtswissenschaft. Nach dem ersten Staatsexamen 1996 schrieb er seine Doktorarbeit und wurde 1999 promoviert. Für seine Dissertation erhielt Wielsch im gleichen Jahr die Otto-Hahn-Medaille der Max-Planck-Gesellschaft.
Nach dem anschließenden Referendariat in Frankfurt am Main und Karlsruhe legte er 2001 das zweite Staatsexamen ab und war kurz als Referent im Bundesministerium des Innern tätig, bis er 2002/2003 mit einem DAAD-Stipendium das LL.M.-Programm der University of California, Berkeley absolvierte. Nach kurzer Tätigkeit für eine große Anwaltssozietät in Berlin ging Wielsch 2004 gefördert durch die Fritz Thyssen Stiftung als wissenschaftlicher Mitarbeiter zurück an die Universität Frankfurt, wo er sich 2007 habilitierte und die Venia legendi für die Fachgebiete Bürgerliches Recht, Rechtstheorie, Wirtschaftsrecht, Immaterialgüterrecht und Medienrecht erhielt.
2007/2008 vertrat er am Frankfurter Institut für Arbeits-, Wirtschafts- und Zivilrecht den Lehrstuhl von Gunther Teubner, während dieser am Wissenschaftskolleg zu Berlin forschte. Anschließend wechselte Wielsch an die Universität zu Köln, wo er seitdem den Lehrstuhl für Bürgerliches Recht und Rechtstheorie innehat. 2021/2022 war er Fellow am Wissenschaftskolleg zu Berlin.

## Auszeichnungen
- 1999: Otto-Hahn-Medaille der Max-Planck-Gesellschaft
- 2017: Preis für Recht und Gesellschaft der Vereinigung für Recht und Gesellschaft und der Christa-Hoffmann-Riem-Stiftung[2]

## Schriften (Auswahl)
- Freiheit und Funktion. Zur Struktur- und Theoriegeschichte des Rechts der Wirtschaftsgesellschaft. Nomos-Verlag, Baden-Baden 2001, ISBN 3-7890-7207-9 (zugl.: Frankfurt [Main], Univ., Diss., 1999/2000).
- Zugangsregeln. Die Rechtsverfassung der Wissensteilung. Mohr Siebeck, Tübingen 2008, ISBN 978-3-16-149580-9 (zugl. Frankfurt [Main], Univ., Habil.-Schrift, 2007 – Vorschau in der Google-Buchsuche).
- Governance of Massive Multiauthor Collaboration – Linux, Wikipedia, and Other Networks: Governed by Bilateral Contracts, Partnerships, or Something in Between? In: Jipitec. Band 1, Nr. 2, 26. Juli 2010, ISSN 2190-3387, S. 96–108, urn:nbn:de:0009-29-26188 (jipitec.eu [abgerufen am 16. Mai 2025]).
- Grundrechte als Rechtfertigungsgebote im Privatrecht. In: Archiv für die civilistische Praxis (AcP). 2013, S. 718–759, doi:10.1628/000389914X13920224936212, JSTOR:24566625 (mohrsiebeck.com).
- Verantwortung von digitalen Intermediären für Rechtsverletzungen Dritter. In: Zeitschrift für geistiges Eigentum. 2018, S. 1–34, doi:10.1628/zge-2018-0002 (mohrsiebeck.com).
- Die Vergesellschaftung rechtlicher Grundbegriffe. In: Zeitschrift für Rechtssoziologie. Band 38, Nr. 2, 2019, ISSN 2366-0392, S. 304–337, doi:10.1515/zfrs-2018-0020 (degruyter.com).
- Art. 5-7 DMA. In: Tobias Mast, Matthias C. Kettemann, Stephan Dreyer, Wolfgang Schulz, Marion Albers, Caroline Böck, Nadja Braun Binder (Hrsg.): DSA, DMA: Digital Services Act, Digital Markets Act. Kommentar. C.H. Beck, München 2024, ISBN 978-3-406-80030-6.
- Deep-tier regulation: on governance by and of private regulators. In: European Property Law Journal. Band 14, Nr. 1, 25. April 2025, ISSN 2190-8362, S. 71–91, doi:10.1515/eplj-2025-0004 (degruyterbrill.com [abgerufen am 16. Mai 2025]).